# Сетконоска сдвоенная
Сетконоска, или диктиофора сдвоенная (лат. Phallus duplicatus, ранее — Dictyophora duplicata) — вид фалломицетовых грибов из рода Весёлка (Phallus).

## Синонимы
- Dictyophora duplicata (Bosc) E.Fisch., 1888
- Hymenophallus duplicatus (Bosc) Nees, 1817

## Описание
Молодое плодовое тело имеет шаровидную форму, 4—5 см в диаметре, гладкую поверхность. Его цвет меняется со временем от белого до светло-коричневого. После созревания плодовое тело имеет форму шляпочного гриба. Длина ножки 15—20 см, диаметр 4—5 см. Ножка по фактуре губчатая, цилиндрической формы, сужающиеся к основанию. Ножка полая, с остатками вольвы у основания. Шляпочная спороносная часть имеет форму конуса, длина и диаметр которого составляют 3—5 см. Споры этого гриба эллипсоидной формы и гладкие.

## Экология
Сетконоска сдвоенная относится к сапротрофам. Она хорошо развивается на гумусе и на сильно разложившейся древесине. Встречается в основном в лиственных лесах. Время созревания плодовых тел — с июля по сентябрь, как правило имеется одиночное плодовое тело, но встречаются и скопления по 3—6 штук. Споры сетконоски сдвоенной разносятся мухами. Для привлечения мух зрелый гриб издаёт неприятный для человеческого обоняния запах падали.

## Применение
Молодые грибы съедобны; кроме того, диктиофора сдвоенная используется в народной медицине против подагры и ревматизма.

## Охрана
Сетконоска сдвоенная внесена в Красные книги России и Украины. Наблюдается снижение численности этого гриба, но факторы, способствующие его исчезновению, мало изучены. Предположительно, это связано с изменениями температурного режима. 

## В нумизматике

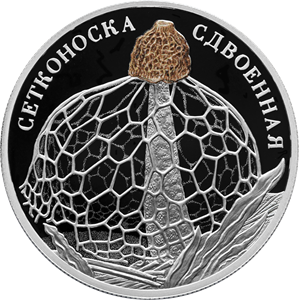
Монета Банка России. 2 рубля, серебро, 2022 год

19 июля 2022 года Банк России в серии «Красная книга» выпустил монету, посвященную сетконоске сдвоенной.